# Согамосо
Согамо́со (Sogamoso, викривлене від індіанського Сугунмуксі — невидимий, схований) — держава цивілізації чибча-муїсків на її східних землях, яка існувала до європейської колонізації на початку XVI ст на території сучасної Колумбії. Дійсна назва держави — Ірака, але в історії прижилася назва, яку дали їй іспанські конкістадори.
В склад Согамосо входили 5 великих племінних об'єднання:
- Гамеса,
- Фірафітоба,
- Бусбанса,
- Тобаса,
- Тока-і-Песка.

Місцева правляча династія підносила свій родовід до міфілогічного культурного героя муїсків Бочике, який щез, перетворившись на камінь та залишив своїм нащадкам чудодійну владу над стихіями та людьми. Завдяки цьому правителі Ірака користувались виключним авторитетом серед сусідніх племен, вожді яких регулярно робили місцевому храмові Сонця багаті жервтоприношення. Назва Согамосо поширилась як на храм так і на річку, на якій він був розташований.
На території древньої держави в сучасній Колумбії існує місто Согамосо.